# Lexmark

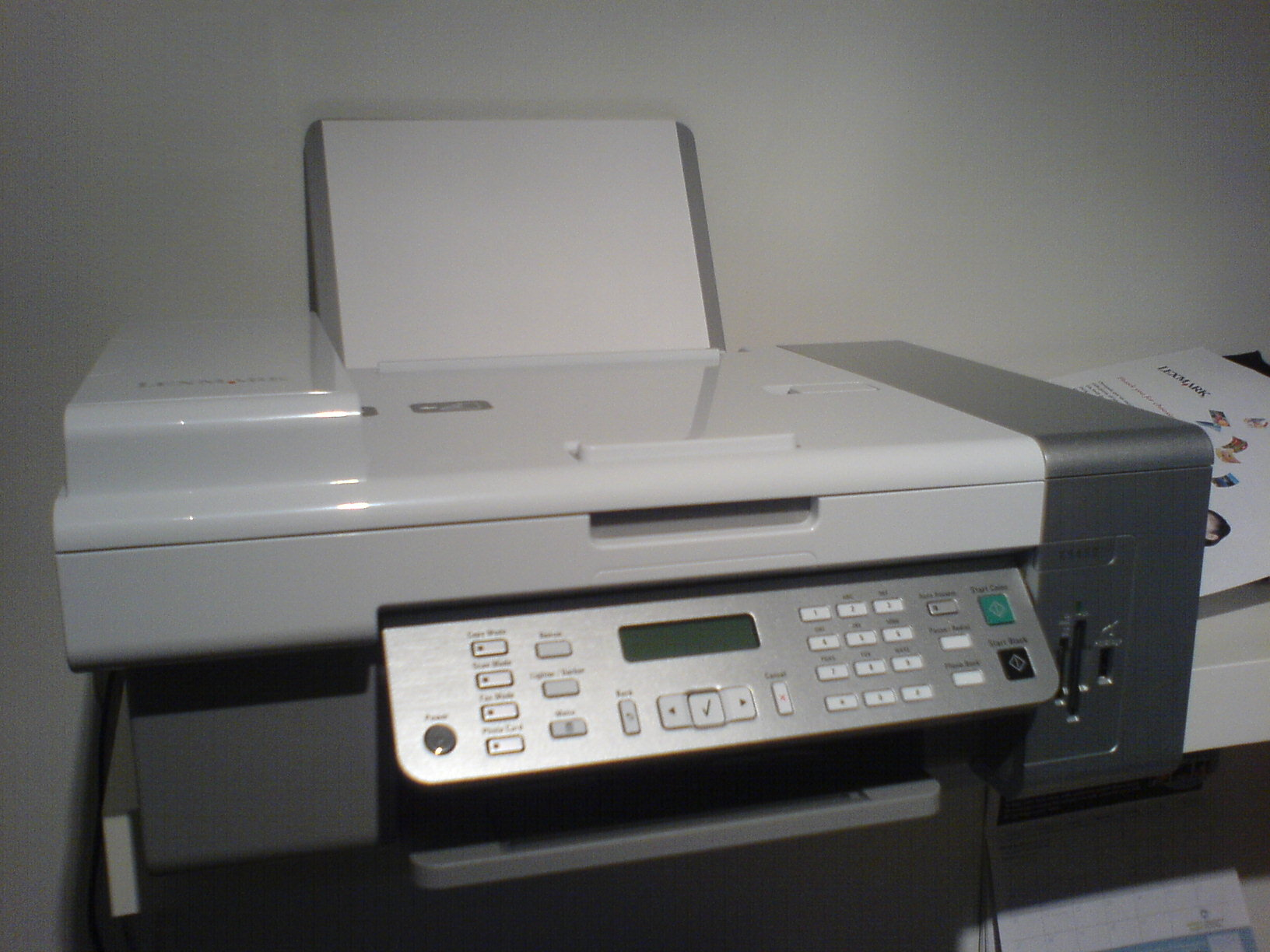
Una Lexmark X5450.

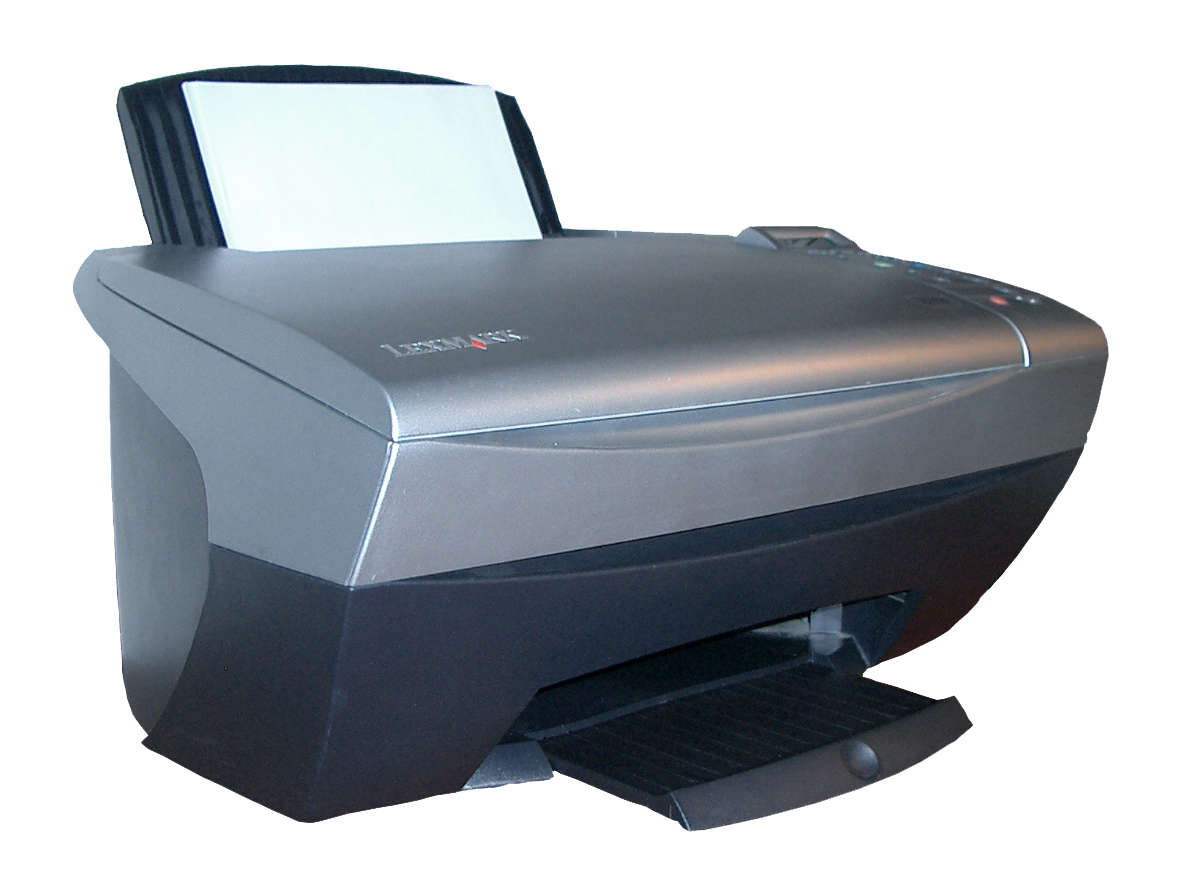
Una Lexmark X5150.

Lexmark (NYSE: LXK) es una empresa estadounidense productora de dispositivos de imagen, impresoras matriciales, láser y de inyección, escáneres y equipos multifunción, tanto para particulares como para empresas. su sede central se encuentra en Lexington, Kentucky, Estados Unidos
Fue fundada en 1991 por IBM a partir de su división de impresoras, como una empresa externa enfocada a la fabricación de impresoras. En 1995 IBM puso a la venta una parte de la compañía mediante la colocación de acciones en NYSE, con lo que se desincorpora de IBM.

## Historia
En marzo de 1991, IBM desinvierte varias de sus actividades de fabricación de hardware traspasándolas a la firma de inversiones Clayton & Dubilier, Inc. en una forma de adquisición apalancada para formar Lexmark International, Inc. Lexmark se convierte en una empresa privada en 1995.

## Operaciones
La sede central de la empresa y su división de investigación y desarrollo están localizados en Lexington, Kentucky, Estados Unidos. Lexmark tiene oficinas en toda Norteamérica y Sudamérica, Asia, África y Europa. La empresa tiene más de 13 000 empleados en todo el mundo. Lexmark es una de las empresas del Fortune 500 y tuvo unos ingresos de 5,22 miles de millones de dólares en 2005. Además de fabricar hardware bajo su propio nombre, Lexmark también actúa de marca blanca para las impresoras de otras grandes compañías, como Dell.
En abril de 2009, la empresa anunció que cerraría una de sus plantas ubicadas en Ciudad Juárez, México, a partir del primer trimestre de 2010 como parte de un plan de reducción de costos.

## Productos

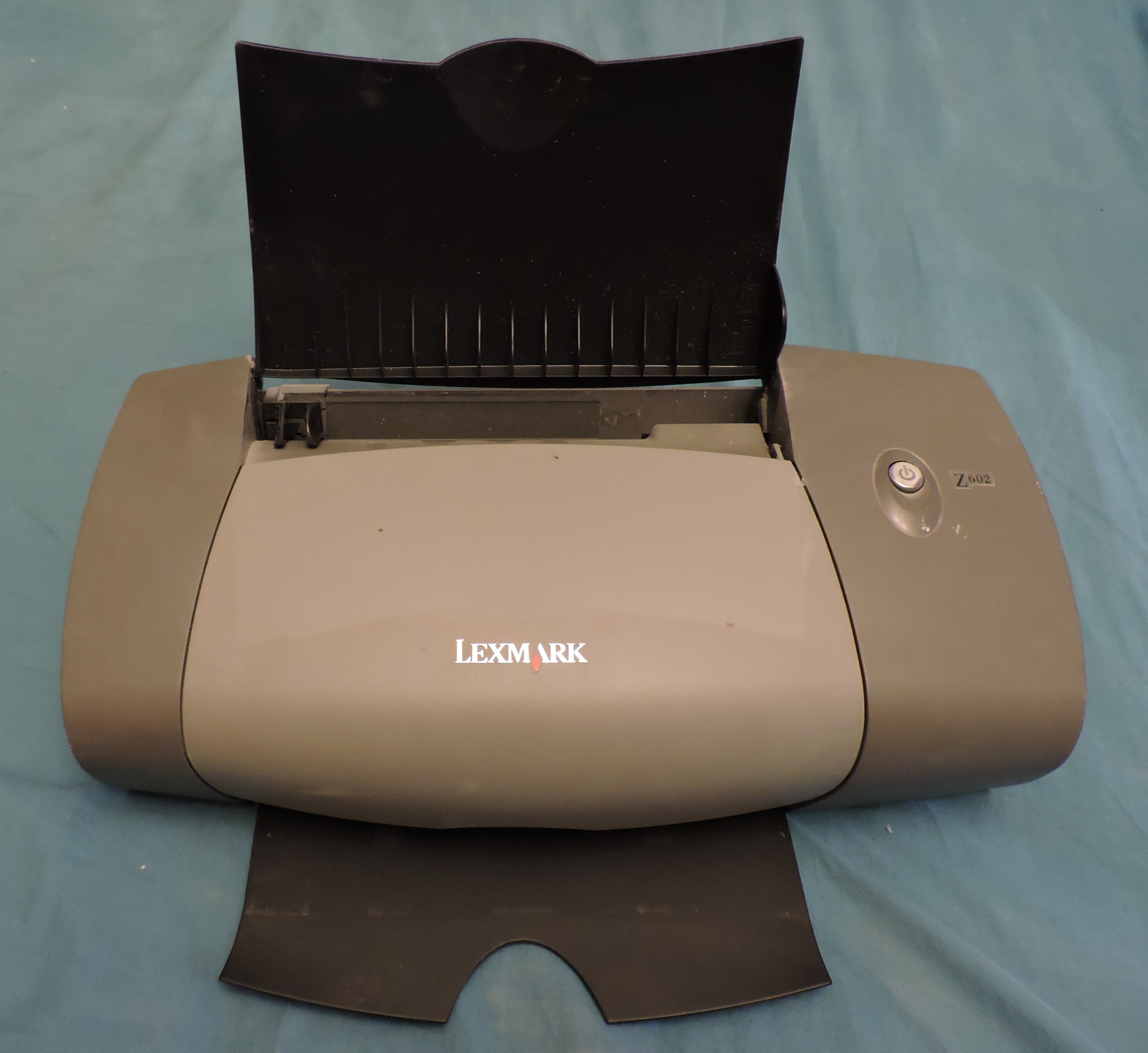
Lexmark Z-602

Lexmark se especializa en impresoras y accesorios de impresora.Su actual gama de productos incluye impresoras láser en color y monocromas, impresoras de inyección (muchas de ellas multifución incluyendo como poco un escáner, y varias con calidad fotográfica), e  impresoras matriciales. Lexmark es una de las primeras empresas en lanzar impresoras de inyección Wi-Fi a precios asequibles. También ofrecen una amplia variedad de impresoras láser para impresión profesional.

## Premios, galardones y reconocimientos
La corporación y sus productos han recibido más de 1000 premios y galardones en todo el mundo:
- Fortune Magazine : America's Most Admired Companies[5] y Fortune 500[6]
- Forbes Global 2000 : puesto 1923[7]
- Alfred P. Sloan Award for Business Excellence in Workplace Flexibility[8]
- HRC's Corporate Equality Index - 100% score[9]
- Business Week's “ InfoTech 100;”
- PC World's “Top 10 printers”
- PC World's “Best Buy”.

## Polémica sobre condiciones laborales
En diciembre de 2015, después de un paro para demandar mejores condiciones laborales y de seguridad, la planta Lexmark ubicada en Ciudad Juárez, Chihuahua, despidió a 120 personas por pedir un aumento de 6 pesos, anulando la libertad de asociación colectiva de los empleados, como también normas internacionales de seguridad e higiene: “Ellos no dan máscaras o guantes para protegernos, mucha gente tiene las manos lastimadas. Ellos cortan nuestros salarios por llegar aunque sea un poco tarde, incluso si nuestros niños están enfermos y tenemos que llevarlos al hospital, y tenemos que soportar el acoso de los supervisores”, denunció Miriam Delgado, una de las trabajadoras despedidas luego de laborar para Lexmark por cerca de cinco años. A estos trabajadores además se les ha incumplido el pago de sus liquidaciones y aguinaldo como lo indica la ley federal de trabajo mexicana, teniendo que subsistir de donaciones.

## Casos Jurídicos
Lexmark ganó una demanda en 2005 en el caso Arizona Cartridge Remanufacturers Association Inc. v. Lexmark International Inc..  Este caso indica que Lexmark puede aplicar la política de un sólo uso escrita en el lateral de las cajas de los cartuchos de impresora vendidas a ciertos grandes clientes con un descuento, en el entendimiento de que los clientes devolverían los cartuchos a Lexmark después de utilizarlos. Esto significa que estos clientes puedan enfrentarse a demandas si rompen dichos acuerdos, y no devuelven los cartuchos.
También en 2005, Lexmark sufrió una derrota jurídica en el caso Lexmark Int'l v. Static Control Components, cuando la Corte Suprema de los Estados Unidos rechazó la petición de Lexmark para un auto de certiorari, rechazando así su intento para que el Tribunal escuchara sus puntos de vista.

## Equipo Ejecutivo
- Presidente y Director ejecutivo: Paul A. Rooke
- Vicepresidente Ejecutivo y Director Financiero: David Reeder
- Vicepresidente y Presidente de la División de Software Empresarial: Reynolds C. Bish
- Vicepresidente y Presidente de la División de Soluciones y Servicios de Impresión: Marty Canning
- Vicepresidente Asia Pacífico y América Latina: Ronaldo Foresti
- Vicepresidente de Recursos Humanos y Comunicación Corporativa: Jeri Isbell
- Vicepresidente, secretario y consejero general: Robert J. Patton[cita requerida].